# ŽKK RMU Banovići
Lo ŽKK RMU Banovići è una squadra professionistica di pallacanestro femminile con sede a Banovići, in Bosnia ed Erzegovina. Fondato nel 1974, il club è stato ufficialmente ri-registrato nel 1996. La squadra partecipa al campionato di pallacanestro femminile della Bosnia ed Erzegovina, la massima divisione nazionale. Le partite casalinghe si disputano presso lo Sports and Cultural Center (SKC) di Banovići, un palazzetto coperto locale che ospita il club per le competizioni nazionali e regionali.
Il club ha ottenuto importanti successi negli ultimi anni, affermandosi come una delle principali squadre di pallacanestro femminile del paese. Tra i risultati più rilevanti figurano tre titoli di campione nazionale e due vittorie nella Coppa della Bosnia ed Erzegovina. Un momento storico è arrivato nella stagione 2017-2018, quando la squadra è rimasta imbattuta per l’intero campionato, conquistando sia il titolo nazionale sia la Coppa. Questo straordinario risultato è valso al club il riconoscimento di Società sportiva dell’anno in Bosnia ed Erzegovina nel 2018.
Lo ŽKK RMU Banovići ha partecipato anche alla Lega Adriatica (WABA), affrontando squadre di alto livello provenienti da tutta la regione, tra cui club di Serbia, Montenegro, Slovenia e Croazia. Il club ha raggiunto la fase a gironi della SuperLeague della WABA nella stagione 2021-2022 e ha preso parte, più recentemente, alla prima edizione della WABA League 2 nella stagione 2024-2025.
Il club è sponsorizzato da Meridianbet, diventato partner ufficiale dello ŽKK RMU Banovići nel 2022.

## Palmarès
Campionato della Bosnia-Erzegovina
- campione (3): 2017-18, 2018-19, 2019-20
- finalista (1): 2015-16

Coppa di Bosnia ed Erzegovina
- campione (2): 2018, 2020
- finalista (2): 2023

## Classifica stagionale
| - 2005-06: 5° - 2006-07: 7° - 2007-08: 7° - 2008-09: 8° | - 2009-10: 7° - 2010-11: 8° - 2011-12: 8° - 2012-13: 9° | - 2013-14: 10° - 2014-15: 9° - 2015-16: Finalista - 2016-17: ? | - 2017-18: Campione - 2018-19: Campione - 2019-20: Campione - 2020-21: ? | - 2021-22: 3° - 2022-23: ? - 2023-24: 7° - 2024-25: 6° |

## Cestiste di rilievo
| - Merjema Bučuk - Marica Gajić - Ajla Ikanović - Dženita Ikanović - Elma Mujezinović - Melika Mujkić - Danira Musić - Maida Rahmanović-Lačić - Leona Simić | - Irena Vrančić - Dragana Zubac - Nikolina Zubac - Iolanda Cossa - Milena Vujačić - Andželika Mitrašinoviḱ - Milica Dragičević - Latinka Dušanić - Žaklina Janković | - Jelena Jozić - Ivana Marković - Čarna Prokić - Marina Ristić - Maja Šćekić - Eden Billups-Campbell - Destiny Bohanon - Quin Byrd - Aaliyah Dunham | - Alexxus Gilbert - Caitlin Jenkins - Hailey Jordan - Halie Matthews - Antoinette Thompson - Nadia Thorman-McKey - Brianna Wilson - Taylor Jones |